# Tréflévénez
Tréflévénez település Franciaországban, Finistère megyében. Lakosainak száma 247 fő (2022. január 1.). Tréflévénez La Martyre, Saint-Urbain és Le Tréhou községekkel határos.

## Népesség
A település népessége az elmúlt években az alábbi módon változott:
| Lakosok száma | 187  | 206  | 252  | 284  | 261  | 248  | 243  | 242  | 244  | 247  |
|               | 1968 | 1982 | 1990 | 2006 | 2013 | 2015 | 2017 | 2019 | 2020 | 2022 |